# 石井佑弥
石井 佑弥（いしい ゆうや、1992年6月11日 - ）は、福島中央テレビの男性アナウンサー・ポッドキャストパーソナリティー。
千葉県浦安市出身。

## 略歴・人物
2015年4月に福島中央テレビに入社。夕方情報ワイド番組MC。スポーツ実況担当。同期は長江麻美。趣味は、ゴルフや草野球、スノーボード、海釣り、ジム、自炊。

## 出演番組
- ゴジてれ Chu ! - 第1部MC（2017年10月4日 - 2019年5月3日（水曜・木曜・金曜）2019年5月6日 - ）
- ポッドキャスト番組「おのとゆうやのほのぼのゆうやけラジオ」（2023年1月14日‐2024年9月21日／毎週土曜・水曜配信）
- ポッドキャスト番組「おゆらじ」（2024年12月7日～）
- 中テレニュース（不定期）